# Liat Cohen
Pour les articles homonymes, voir Cohen.
Liat Cohen, est une guitariste classique  israélienne vivant à Paris, née le 17 octobre 1971 à Tel Aviv. Pionnière à la fois de la création contemporaine et de la renaissance de la guitare classique.

## Biographie
Selon le musicologue Hirshberg, Liat Cohen est « l’une de vrais virtuoses de la guitare qui continue la grande tradition établie par le légendaire Andrés Segovia, transformant l’intimité de la guitare à un instrument soliste, projetant dans des grandes salles de concerts tout en gardant les nuances délicats et chaleureux de l’instrument ». 
Le «Guitare Magazine » l’a  décerné le titre « la virtuose au son délicat ». 
Liat donne des récitals dès l’âge de quatorze ans. Elle est la première guitariste à recevoir le Prix Nadia et Lili Boulanger de la Fondation de France. Elle obtient le Premier Prix du Conservatoire de la Ville de Paris et le Diplôme de Concert de la Schola Cantorum de Paris à l’Unanimité avec félicitations du jury. Elle est également lauréate du Diplôme d’Exécution à l’École Normale de Musique de Paris présidé par Pierre Petit, Prix de Rome. 
Parallèlement à ses études Liat Cohen devient lauréate des Concours Internationaux de Guitare de Rome, Paris et Israël.
Ses tournées aux États-Unis, Australie, France, Espagne, Italie, Angleterre, Allemagne, Suède, Brésil, Pérou, Mexico, Argentine, Costa Rica, Israël, Pologne et la Turquie sont saluées par la presse et nombreux de ses concerts diffusées par les télévisions et les radios nationales.
Invitée en 2003 au Mont saint Michel en tant qu’artiste en résidence, elle transcrit pour la guitare des œuvres de Jean Sébastien Bach et les enregistre sur l’album « Liat Cohen joue Bach », suivi d’un récital à l’Abbaye pour la 20e Journée du Patrimoine européen.  
Son cinquième album Variations Ladino est publié en 2007. Entre le rayonnement poétique de la guitare de Liat Cohen et les aspérités magnifiques des harmonies et des rythmes du monde judéo-espagnol, le disque ouvre un très large éventail esthétique, des échos nostalgiques d'un monde révolu à la vitalité du « bel aujourd'hui ».
Liat devient une figure importante dans l’écriture des nouvelles œuvres pour la guitare par des émérites compositeurs. Ils lui consacrent des œuvres symphoniques et pour guitare soliste. Une partie de ce travail voit le jour sur le disque 
« Concertos » (Warner 2009).

## Discographie
- Concertos avec le Jerusalem Symphony Orchestra, Warner 2009
- Variations Ladino Buda Musique 2007
- Liat Cohen joue Bach au Mont Saint Michel, 2004
- Latino Ladino, 2005
- Cousins, 2006
- Suite enfantine, Victorie Music 2012